# Almighty Jay
Almighty Jay, wcześniej YBN Almighty Jay, właśc. Jay Gerard Bradley (ur. 6 sierpnia 1999 w Galveston) – amerykański raper. Był członkiem kolektywu YBN aż do jego rozpadu w sierpniu 2020 roku. Najbardziej znany jest z singli: „Chopsticks”, „Bread Winners” i „No Hook”.

## Kariera
Bradley zaczął zyskiwać na popularności po wydaniu singli „Chopsticks” i „No Hook”, z których ten ostatni zawierał gościnny udział rapera i jego przyjaciela YBN Nahmira. Oba utwory zyskały miliony wyświetleń na YouTube.
W marcu 2019 roku Bradley został zaatakowany w Nowym Jorku, gdzie ukradziono mu pieniądze i łańcuchy. Został również kilkakrotnie nadepnięty i dźgnięty nożem. Podobno po incydencie otrzymał ponad 300 szwów. W odpowiedzi na atak wydał utwór „Let Me Breathe”.

## Dyskografia

### Mixtape’y
| Tytuł                                   | Informacje                                                                                     | Pozycje na listach | Pozycje na listach | Pozycje na listach | Certyfikaty   |
| Tytuł                                   | Informacje                                                                                     | USA                | USA R&B/HH         | KAN                | Certyfikaty   |
| --------------------------------------- | ---------------------------------------------------------------------------------------------- | ------------------ | ------------------ | ------------------ | ------------- |
| YBN: The Mixtape(z YBN Nahmir i Cordae) | - Wydany: 7 września 2018 - Wytwórnia: Atlantic, Art@War - Format: Digital download, streaming | 21                 | 13                 | 19                 | - RIAA: Złoto |
| Battling My Spirit                      | - Wydany: 5 marca 2021 - Wytwórnia: Atlantic - Format: Digital download, streaming             | —                  | —                  | —                  |               |